# 4213 Ньйорд
4213 Ньйорд (4213 Njord) — астероїд головного поясу, відкритий 25 вересня 1987 року.
Тіссеранів параметр щодо Юпітера — 3,527.
Названий на честь Ньйорда (норв. Njörðr) — бога у скандинавській міфології